# Cédrick Bakala
Cédrick Landu Bakala (* 3. März 1992) ist ein kongolesischer Fußballtorwart.
Bakala spielte von 2012 bis 2013 beim kongolesischen Verein FC MK Etanchéité und wurde vom Verband in den erweiterten Kader der Kongolesischen Nationalmannschaft für die Fußball-Afrikameisterschaft 2013 als Ersatztorwart berufen. Zu einem Einsatz kam er dabei jedoch nicht.